# Coronulidae
Famille
Synonymes
- famille Platylepadidae Newman & Ross, 1976[2]
- sous-famille Chelolepadinae Ross & Frick, 2011[2]
- sous-famille Coronulinae Leach, 1817[2]
- sous-famille Cylindrolepadinae Ross & Frick, 2011[2]
- sous-famille Emersoniinae Ross, 1967[2]
- sous-famille Platylepadinae Newman & Ross, 1976[2]
- sous-famille Stomatolepadinae Ross & Frick, 2011[2]

Les Coronulidae sont une famille de crustacés cirripèdes de l'ordre des Sessilia (les « balanes »), dont la plupart des espèces vivent en ectoparasites de cétacés.

## Liste des genres
Selon World Register of Marine Species (13 mai 2021) :
- genre Cetolepas Zullo, 1969
- genre Cetopirus Ranzani, 1817
- genre Chelolepas Ross & Frick, 2007
- genre Coronula Lamarck, 1802
- genre Cryptolepas Dall, 1872
- genre Cylindrolepas Pilsbry, 1916
- genre Emersonius Ross, 1967 †
- genre Platylepas Gray, 1825
- genre Stomatolepas Pilsbry, 1910
- genre Tubicinella Lamarck, 1802
- genre Xenobalanus Steenstrup, 1852

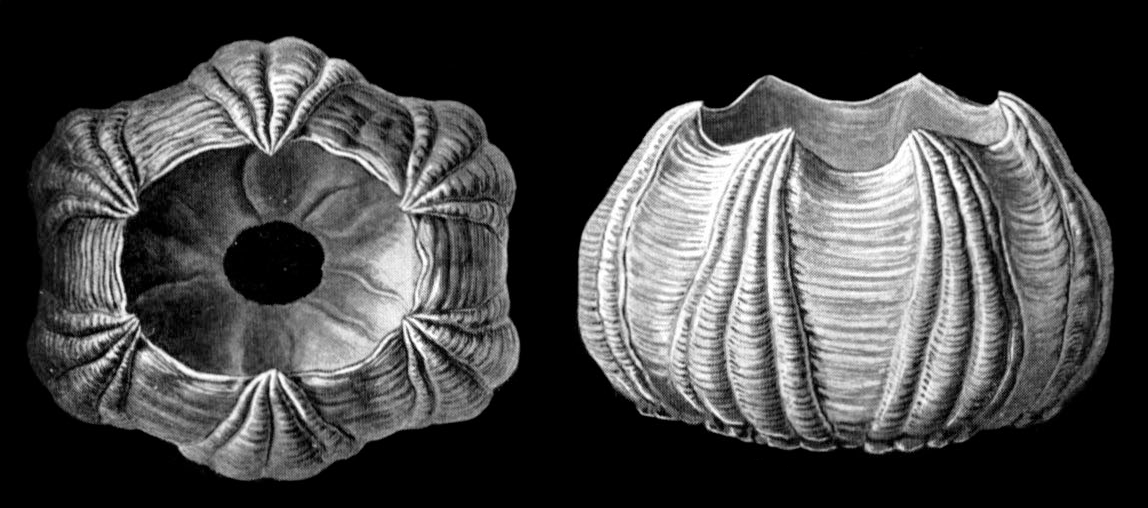
Coronula diadema dessiné par Ernst Haeckel.

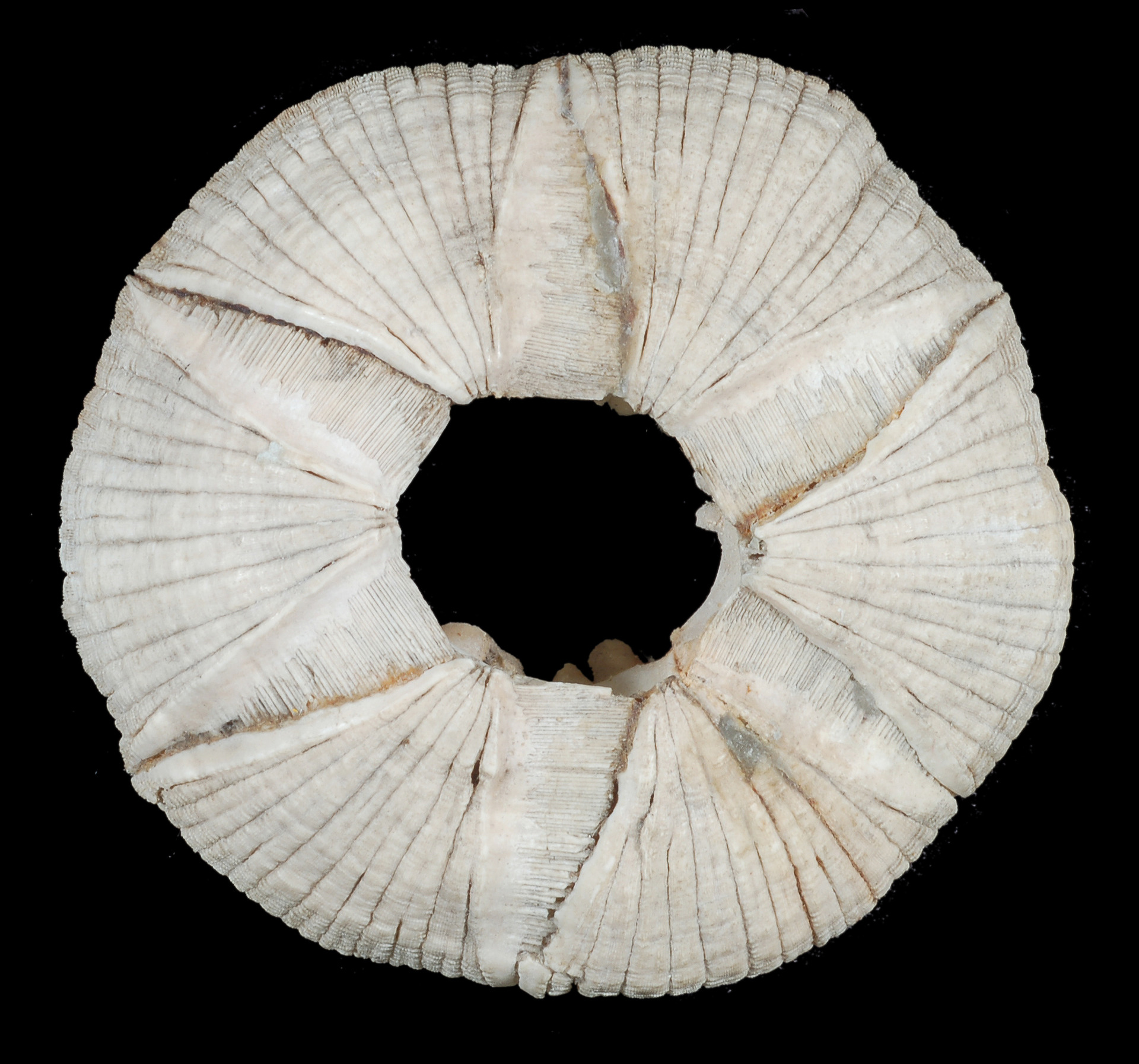
Cetopirus complanatus.
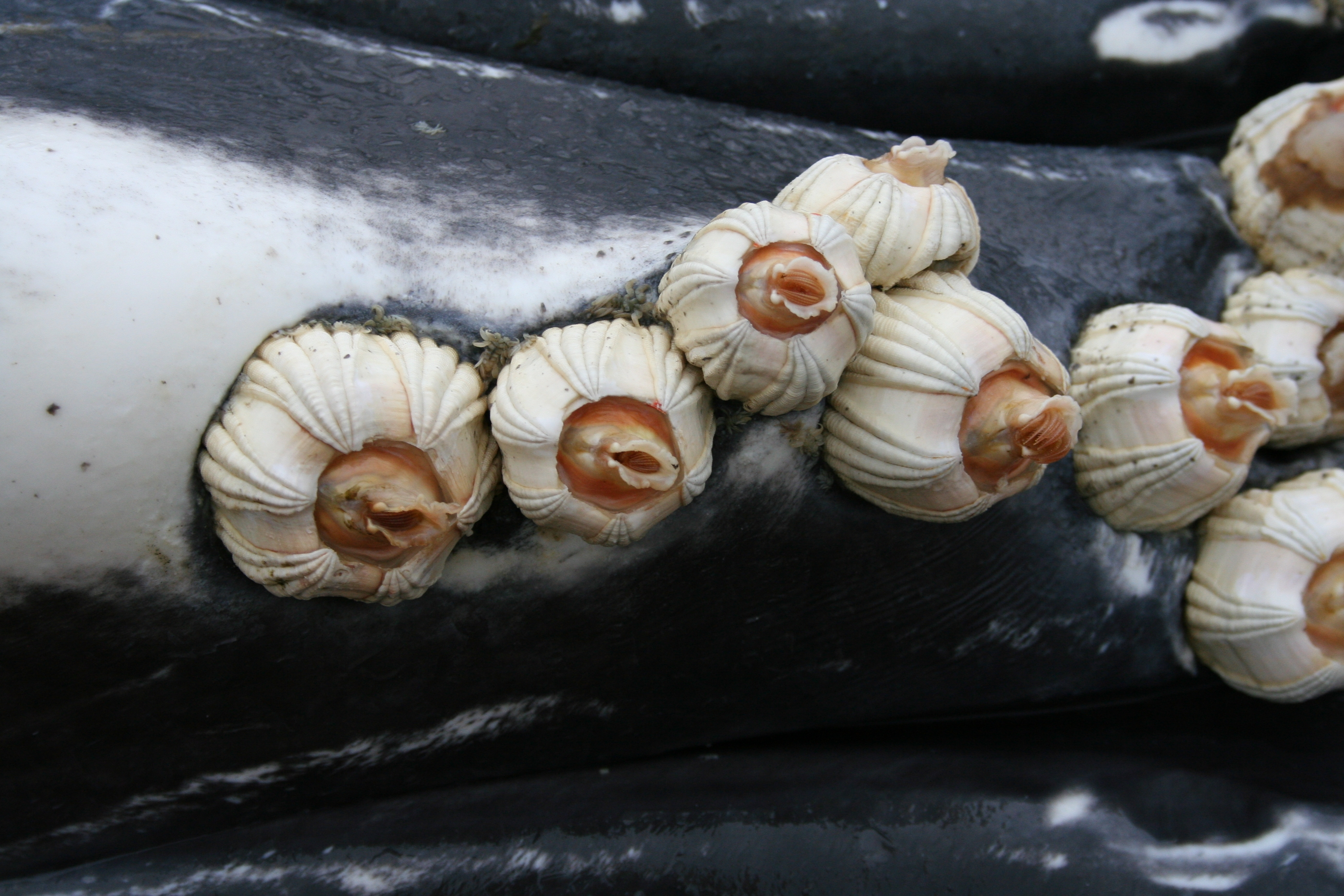
Coronula diadema (sur une baleine à bosse).
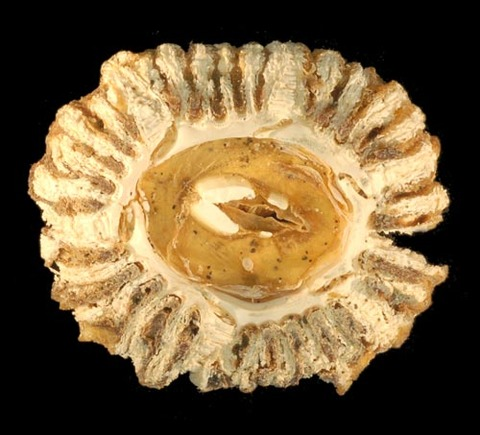
Cryptolepas rhachianecti.
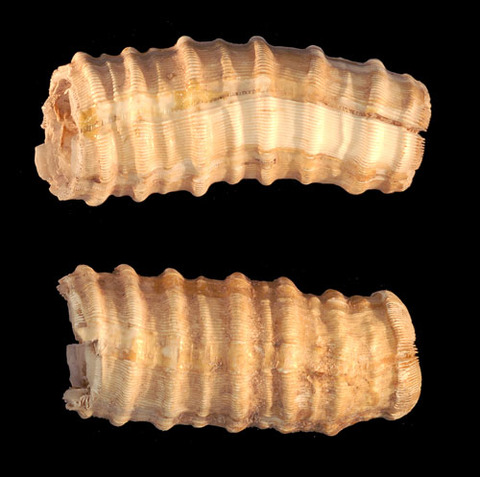
Tubicinella major.
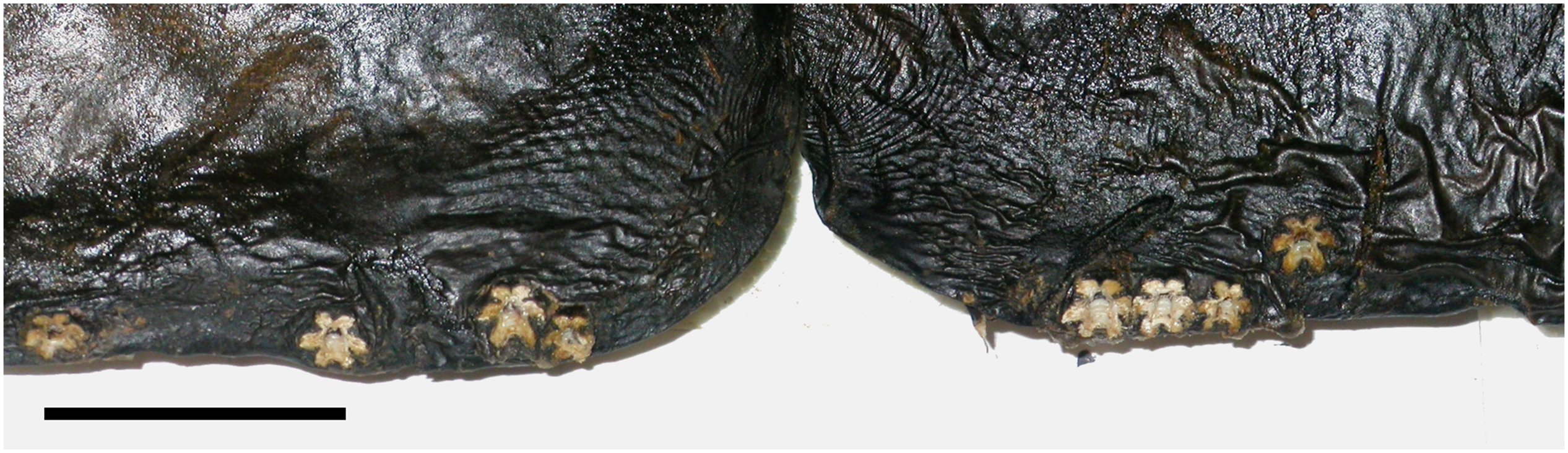
Xenobalanus sp.